# I Don't Want to Wait
I Don't Want to Wait è un singolo della cantante Paula Cole, pubblicato il 14 ottobre 1997 come secondo estratto dall'album in studio This Fire.

## Descrizione
Scritto e composto dalla stessa Cole, le origini del brano risalgono all'aprile 1991, quando la cantante lo scrisse e ne registrò una demo anche se la canzone non fu ufficialmente incisa e rilasciata fino al 1996.
Il brano più tardi è stato utilizzato come sigla di apertura della serie TV Dawson's Creek.
Nella classifica Billboard Hot 100 del 1998 dei singoli più venduti in tutto l'anno, il brano si è piazzato al decimo posto ed è una delle poco più di 30 canzoni nella storia della Billboard Hot 100 ad essere rimasta nella classifica dei 100 brani più venduti per più di cinquanta settimane. In una classifica stilata nel 2007 delle cento migliori canzoni degli anni novanta, VH1 ha inserito I Don't Want to Wait all'81º posto.

## Tracce
Nel formato CD, la canzone è stata pubblicata assieme ad altri due brani della Cole.
1. I Don't Want to Wait – 5:19
2. Bethlehem – 4:34
3. Hitler's Brothers – 3:37

## Video
Il video per la canzone è stato diretto da Mark Seliger e Fred Woodward. Si è trattato di uno dei primi video della Cole ed era basato sulla storia di una donna immortale che aveva avuto diversi amanti in diverse epoche, sopravvivendo a tutti quanti. Originariamente queste epoche apparivano nel video in ordine cronologico ma, per ragioni sconosciute, fu più frequentemente mandata in onda una versione che le vedeva rappresentate in ordine sparso, il che portò i due registi a pretendere che il loro nome fosse tolto dall'opera.

## Classifiche

### Classifiche settimanali
| Classifica (1997—99)                       | Posizione massima |
| ------------------------------------------ | ----------------- |
| Australian Singles Chart                   | 27                |
| Official Singles Chart                     | 43                |
| US Billboard Hot 100                       | 11                |
| US Billboard Adult Top 40                  | 1                 |
| US Billboard Hot Adult Contemporary Tracks | 3                 |
| US Billboard Pop Songs                     | 5                 |

### Classifiche annuali
| Classifica (1997)        | Posizione |
| ------------------------ | --------- |
| Canada Top Singles (RPM) | 29        |
| Classifica (1998)        | Posizione |
| US Billboard Hot 100     | 10        |

## In altri media
Essendo diventata famosa grazie soprattutto alla serie TV Dawson's Creek, la canzone è stata spesso citata anche in contesti parodistici della serie, ad esempio:
- Nell'episodio "Peterotica", della serie animata I Griffin, in cui c'è una specie di parodia del suddetto telefilm intitolata Quahog Creek;[7]
- Nell'episodio "1600 Candles" della serie animata American Dad!, Steve intona la parte del coro della canzone.

Il brano è stato utilizzato anche nei film Urban Legend, Scary Movie e Hatchet.